# Mesoleptus davisii
Mesoleptus davisii là một loài tò vò trong họ Ichneumonidae.